# Камперт, Ян
Ян Камперт (нидерл. Jan Remco Theodoor Campert; 15 августа 1902, Спейкениссе — 12 января 1943, концлагерь Нойенгамме) — нидерландский поэт, прозаик и журналист.

## Биография
Из семьи врача. Учился во Флиссингене. Служил в банке. В 1922 году дебютировал книгой стихов Припевы. С 1926 года занялся журналистикой. Опубликовал несколько романов (детектив Китайская тайна, 1932; Жизнь во мраке, 1934, и др.). Автор антифашистской лирики (Баллада о сожжённых книгах, 1933). Его наиболее известным произведением стало стихотворение о казнённых нацистами участниках Сопротивления (15 бойцах Сопротивления и 3 коммунистах-забастовщиках) Песня о восемнадцати смертниках (1941; на русский его перевёл Иосиф Бродский). Оно было опубликовано подпольным издательством в виде открытки, деньги от продажи которой направлялись на помощь еврейским детям. За помощь евреям Камперт был арестован и интернирован в нацистский лагерь, где и умер.
Первая жена — актриса Вильгельмина (Юки) Бруделет (1903—1996), их сын — известный писатель Ремко Камперт (1929—2022).

## Сводные издания
- Собрание стихотворений/ Verzamelde gedichten, 1922—1943 (1947)

## Признание и наследие
В 1947 году был создан Фонда Яна Камперта и учреждена литературная премия  его имен; её лауреатами, среди других, были Ремко Камперт (1956), Сибрен Полет (1959), Геррит Каувенар (1962), Рутгер Копланд (1969), Сейс Нотебоом (1978), Элма ван Харен (1997), Менно Вигман (2002).